# Avenida (stacja metra)
Avenida – stacja metra w Lizbonie, na linii Azul. Jest to jedna z jedenastu stacji należących do sieci pierwotnej metra w Lizbonie, zainaugurowanej 29 grudnia 1959.
Ta stacja znajduje się przy Avenida da Liberdade, bardzo płytko, w pobliżu skrzyżowania z Rua Manuel de Jesus Coelho. Stacja służy obszarowi Avenida da Liberdade i zapewnia dostęp do Cinema São Jorge, Teatro Tivoli, Parku Mayer, Cinemateca Portuguesa oraz siedziby Fundação Oriente. Oryginalny projekt architektoniczny (1959) jest autorstwa Falcão e Cunha i malarza Rogério Ribeiro.